# Manitoba Liberal Party
Die Manitoba Liberal Party (frz. Parti libéral du Manitoba) ist eine liberale politische Partei in der kanadischen Provinz Manitoba. Zwar ist die Partei ideologisch ähnlich ausgerichtet wie die Liberale Partei Kanadas auf Bundesebene, doch sind die beiden Parteien organisatorisch unabhängig. Sie war die dominierende Partei Ende des 19. und in der ersten Hälfte des 20. Jahrhunderts, ist aber seit 1958 stets in der Opposition. Seit den Wahlen im Oktober 2011 ist sie mit einem Abgeordneten in der Legislativversammlung von Manitoba vertreten.

## Geschichte
In den ersten Jahren nach der Gründung der Provinz gab es in Manitoba keine offiziellen Parteien, Kandidaten waren jedoch mit den Parteien auf Bundesebene verbunden. Während der 1870er Jahre begann sich in Winnipeg ein liberales Netzwerk zu bilden. Eine führende Figur war damals William Luxton, der Herausgeber der Zeitung Manitoba Free Press. 1882 gründete Thomas Greenway die Provincial Rights Party, die in den ländlichen Gegenden verankert war und sich bald als führende Opposition zu den Konservativen etablierte. 1883 fusionierte Greenway seine Partei mit den Liberalen aus Winnipeg, woraus die Manitoba Liberal Party entstand. Die neue Partei errang 1888 die Mehrheit. Sie beendete das Transportmonopol der Canadian Pacific Railway, drangsalierte aber auch die frankophone Minderheit und provozierte die Manitoba-Schulfrage.
Nach der Wahlniederlage von 1899 verblieben die Liberalen über ein Jahrzehnt lang in der Opposition. Unter Tobias Norris stellten sie ab 1915 erneut die Regierung. Sie führten die Alkoholprohibition und das Frauenwahlrecht ein, ebenso eine Arbeitslosenversicherung und einen Minimallohn. Angesichts der schwierigen wirtschaftlichen Lage nach dem Ende des Ersten Weltkriegs wurden sie 1922 von den United Farmers of Manitoba in die Opposition gedrängt. Die von John Bracken angeführten United Farmers wandelten sich zur Progressive Party of Manitoba, die sich 1932 mit den Liberalen zusammenschloss. Die Partei bezeichnete sich nun als Liberal-progressive Party und wurde von den Progressiven dominiert, doch allmählich setzte sich wieder die ursprüngliche Bezeichnung Liberal Party of Manitoba durch (ab 1961 auch offiziell).
1940 bildete Bracken eine Koalitionsregierung mit anderen Parteien, die zehn Jahre lang Bestand hatte. Unter seinen Nachfolgern Stuart Garson und Douglas Lloyd Campbell schlug sie allmählich einen sozialkonservativen Kurs ein und wandte sich staatliche Interventionen jeglicher Art. Aufgrund ihrer Reformunwilligkeit verloren die Liberalen die Wahlen von 1958 deutlich. In den folgenden Jahren verlor die Partei immer mehr an Zuspruch, da sie (entgegen ihrer Bezeichnung) ideologisch weiter rechts stand als die Progressive Conservative Party of Manitoba. 1981 gelang es keinem einzigen Kandidaten der Liberalen, in die Legislativversammlung gewählt zu werden.
Sharon Carstairs führte die Partei in den 1980er Jahren wieder in die politische Mitte zurück. 1988 konnten die Liberalen ihren Wähleranteil fast verdreifachen und errangen 20 Sitze. Doch dieser Aufschwung war nicht von Dauer und es folgte wieder ein allmählicher Niedergang. Im 21. Jahrhundert gewannen sie bisher nie mehr als zwei Sitze.

## Wahlergebnisse
Ergebnisse bei den Wahlen zur Legislativversammlung:
| Wahl | Sitze total | Kandi- daten | Gew. Sitze | Stimmen | Anteil |
| ---- | ----------- | ------------ | ---------- | ------- | ------ |
| 1883 | 30          | 23           | 10         | 4.464   | 45,3 % |
| 1886 | 35          | 32           | 15         | 10.305  | 47,7 % |
| 1888 | 38          | 36           | 33         | 9.598   | 56,5 % |
| 1892 | 40          | 32           | 24         | 15.603  | 50,2 % |
| 1896 | 40          | 39           | 32         | 12.734  | 49,7 % |
| 1899 | 40          | 40           | 17         | 23.302  | 49,5 % |
| 1903 | 40          | 39           | 8          | 23.740  | 44,6 % |
| 1907 | 41          | 41           | 13         | 29.426  | 47,9 % |
| 1910 | 41          | 39           | 13         | 33.157  | 44,2 % |
| 1914 | 49          | 45           | 20         | 62.798  | 42,8 % |
| 1915 | 47          | 46           | 40         | 64.363  | 55,1 % |
| 1920 | 55          | 43           | 21         | 50.422  | 35,1 % |
| 1922 | 55          | 30           | 8          | 35.225  | 23,2 % |
| 1927 | 55          | 28           | 7          | 33.852  | 20,7 % |
| 1932 | 55          | 53           | 38         | 100.721 | 39,6 % |
| 1936 | 55          | 55           | 23         | 91.537  | 35,3 % |
| 1941 | 55          | 40           | 27         | 58.337  | 35,1 % |
| 1945 | 55          | 32           | 25         | 70.475  | 32,2 % |

| Wahl | Sitze total | Kandi- daten | Gew. Sitze | Stimmen | Anteil  |
| ---- | ----------- | ------------ | ---------- | ------- | ------- |
| 1949 | 57          | 38           | 31         | 75.291  | 37,71 % |
| 1953 | 57          | 50           | 32         | 105.958 | 38,80 % |
| 1958 | 57          | 56           | 19         | 101.763 | 34,74 % |
| 1959 | 57          | 57           | 11         | 95.452  | 30,06 % |
| 1962 | 57          | 57           | 13         | 108.270 | 36,10 % |
| 1966 | 57          | 56           | 14         | 107.841 | 32,92 % |
| 1969 | 57          | 57           | 5          | 80.288  | 23,87 % |
| 1973 | 57          | 50           | 5          | 88.907  | 18,92 % |
| 1977 | 57          | 53           | 1          | 59.865  | 12,25 % |
| 1981 | 57          | 39           | 0          | 32.373  | 6,68 %  |
| 1986 | 57          | 57           | 1          | 66.469  | 13,88 % |
| 1988 | 57          | 57           | 20         | 190.913 | 35,44 % |
| 1990 | 57          | 57           | 7          | 138.146 | 28,07 % |
| 1995 | 57          | 57           | 3          | 119.677 | 23,62 % |
| 1999 | 57          | 50           | 1          | 66.111  | 13,31 % |
| 2003 | 57          | 57           | 2          | 52.123  | 13,13 % |
| 2007 | 57          | 57           | 2          | 51.857  | 12,33 % |
| 2011 | 57          | 57           | 1          | 32.418  | 7,52 %  |

| Wahl | Sitze total | Kandi- daten | Gew. Sitze | Stimmen | Anteil  |
| ---- | ----------- | ------------ | ---------- | ------- | ------- |
| 2016 | 57          | 51           | 3          | 62.973  | 14,40 % |
| 2019 | 57          | 57           | 3          | 69.497  | 14,62 % |
| 2023 | 57          | 49           | 1          | 51.634  | 10,63 % |

## Parteivorsitzende
| Name                                                  | Vorsitz                    | Premier   |
| ----------------------------------------------------- | -------------------------- | --------- |
| Thomas Greenway                                       | 1883–1904                  | 1888–1900 |
| Charles Mickle                                        | 1904–1906                  |           |
| Edward Brown                                          | 1906–1908                  |           |
| Charles Mickle                                        | 1908–1910                  |           |
| Tobias Norris                                         | 1910–1927                  | 1915–1922 |
| Hugh Robson                                           | 1927–1930                  |           |
| James Breakey                                         | 1930–1931                  |           |
| Murdoch Mackay                                        | 1931–1932                  |           |
| John Bracken                                          | 1932–1943                  | 1922–1943 |
| Stuart Garson                                         | 1943–1948                  | 1943–1948 |
| Douglas Lloyd Campbell                                | 1948–1961                  | 1948–1958 |
| Gildas Molgat                                         | 1961–1969                  |           |
| Robert Bend                                           | 1969–1970                  |           |
| Izzy Asper                                            | 1970–1975                  |           |
| Charles Huband                                        | 1975–1978                  |           |
| Unbesetzt (Senator Gildas Molgat war Parteipräsident) | 1978–1980                  |           |
| Doug Lauchlan                                         | 1980–1982                  |           |
| Unbesetzt (Senator Gildas Molgat war Parteipräsident) | 1982–1984                  |           |
| Sharon Carstairs                                      | 1984–1993                  |           |
| Paul Edwards                                          | 1993–1996                  |           |
| Ginny Hasselfield                                     | 1996–1998                  |           |
| Jon Gerrard                                           | 1998–2013                  |           |
| Rana Bokhari                                          | 2013–2016                  |           |
| Paul Hesse                                            | 2016 (interimistisch)      |           |
| Judy Klassen                                          | 2016–2017 (interimistisch) |           |
| Paul Brault                                           | 2017 (interimistisch)      |           |
| Dougald Lamont                                        | 2017–                      |           |